# John Walter Gregory

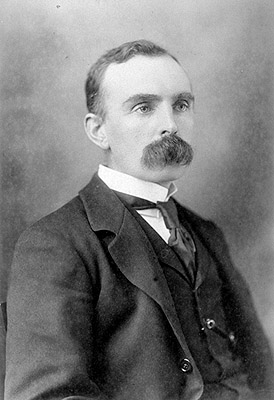
John Walter Gregory

John Walter Gregory (* 27. Januar 1864 in Bow, London; † 2. Juni 1932 in Peru) war ein britischer Geologe und Entdecker.
Der ausgebildete Geologe kam – nach einer ersten Expedition in die Rocky Mountains 1891 – im Jahr 1893 nach Ostafrika, wo er zunächst am Naivashasee sein Camp aufschlug. Wegen Auseinandersetzungen mit den Massai zog er weiter nordwärts zum Baringosee. Dort stellte er aufgrund von Beobachtungen und Gesteinsproben die Entstehung des dortigen Grabenbruchs fest und benannte ihn „Great Rift Valley“, in der Annahme, es sei die weltweit größte derartige Verwerfung. Der Name ging später auf das gesamte verzweigte geologische System des Ostafrikanischen Grabenbruchs über, heute wird die Bezeichnung „Great Rift Valley“ auch für den Großen Afrikanischen Grabenbruch verwendet.
1887 bis 1900 arbeitete er als Geologe am British Museum, ehe er eine Berufung als Professor für Geologie an die Melbourne-Universität erhielt. Im gleichen Jahr wurde er eingeladen, an der Discovery-Expedition in die Antarktis teilzunehmen. In der Annahme, dass damit die Stelle des Expeditionsleiters verbunden war, kehrte er für die Vorbereitungsarbeiten nach England zurück. Als er dort erfuhr, dass die Expedition unter der Leitung von Robert Falcon Scott stehen sollte, zog er seine Zusage zurück und kehrte nach Australien zurück. Dort unternahm er mehrere Expeditionen in das – wie er es nannte – „Tote Herz“ des Kontinents.
1904 kehrte Gregory zurück nach Großbritannien, um eine Professur an der Universität von Glasgow anzunehmen, die er bis 1929 innehaben sollte. Im Jahr 1925 wurde er zum Mitglied der Leopoldina gewählt. Er unternahm zahlreiche weitere Expeditionen, unter anderem nach Libyen (1908) und  Angola (1912). Von 1928 bis nach seiner Pensionierung 1930 war er Präsident der Geological Society in London.
Im Jahr 1932 machte er eine neuerliche Reise, diesmal nach Südamerika. Dort ertrank er am 2. Juni beim Überqueren des Urubamba-Flusses in Peru.
Gregory war mit Adriana Chaplin verheiratet.
Er hinterließ eine große Anzahl geologischer Veröffentlichungen (über 300), darunter zum Beispiel eine Sammlung von Augenzeugenberichten des Erdbebens in Glasgow von 1910.
Die Insel Gregory Island in der Antarktis ist nach ihm benannt.
Zu seinen Schülern zählt William Quarrier Kennedy.